# Magda Frank
Magda Frank Fischer (Cluj-Napoca, 20. srpnja 1914. – Buenos Aires, 23. lipnja 2010.), mađarsko-argentinska kiparica.
Rođena je u Cluj-Napoci (mađ.  Kolozsvár) u Transilvaniji, tada dijelu Ugarske. Početkom 1930-ih odlazi u Budimpeštu. Zbog nacističkih progona Židova tijekom Drugog svjetskog rata, napušta Mađarsku i nastanjuje se u Švicarskoj, u njezin glavni grad Bern, iz kojeg ubrzo odlazi za Pariz. U Parizu se obrazuje na privatnoj Akademiji Julian.
Godine 1950. odlazi u Buenos Aires u posjetu bratu, jedinom preživjelom članu obitelji. Tamo dobiva mjesto profesora pri Školi vizualnih umjetnosti te izlaže svoja djela u Galeriji Pizzaro. Dobitnica je nagrade Argentinskog senata i Nagrade »Benito Quinquela Martín«.
Radovi su joj izloženi u sklopu stalnog postava Nacionalnog muzeja moderne umjetnosti (fr. Musée National d'Art Moderne) i Nacionalnog muzeja primijenjenih umjetnosti u Parizu, kao i Nacionalnog muzeja primijenjenih umjetnosti u Buenos Airesu. Nakon života na pravcu Pariz - Buenos Aires, 1995. se nastanjuje u Buenos Airesu, gdje je izgradila muzej Kuća Magde Frank (Casa Museo Magda Frank).
Svoja djela izlagala je u Orleansu, Limogesu, Grenobleu i Toulouseu, kao i u pariškom Louvreu.
Umrla je u Buenos Airesu u lipnju 2010. godine.

## Djela
(nepotpun popis)
- Maternidad (1953.)
- El hombre grande (1952.)
- Progresión geométrica (1960.)
- Angeles osos (1970.)

Jedna od skulptura nalazi se u slovenskom gradu Portorožu.

## Vanjske poveznice
- Djela na artnet-u
- Muzej Magda Frank  Arhivirana inačica izvorne stranice od 3. travnja 2018. (Wayback Machine) službene stranice